# Théodore Schaepkens

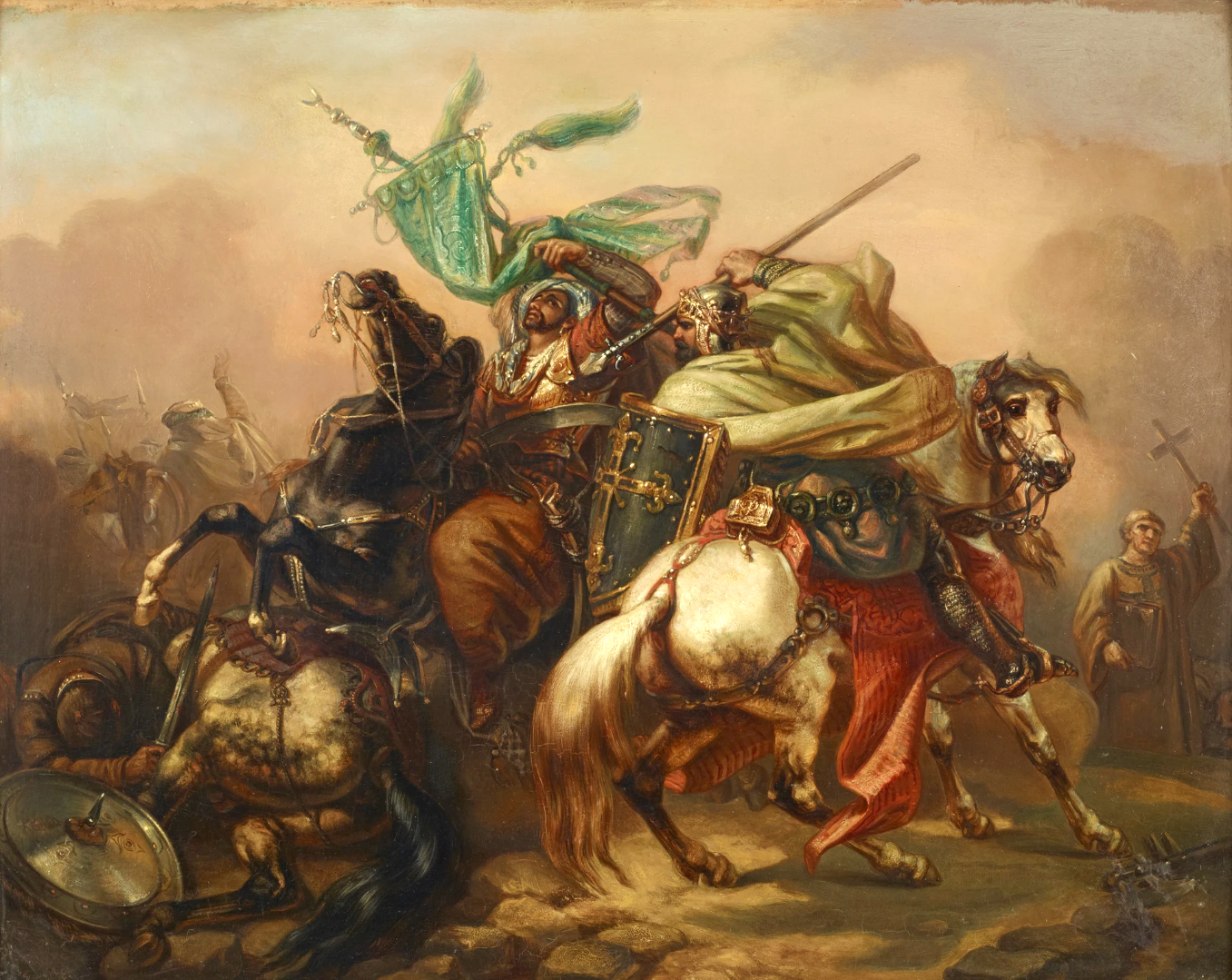
Kampfszene mit Kriegern und Pferden

Théodore Schaepkens (auch Theodoor Schaepkens; * 27. Januar 1810 in Maastricht; † 18. Dezember 1883 in Saint-Josse-ten-Noode/Sint-Joost-ten-Node)  war ein niederländischer Historienmaler, Radierer und Lithograf.
Schaepkens wurde 1823 Schüler des Stadsteekeninstituut (Stadtzeichenschule) in Maastricht bei Pierre Henri Lipkens (1773–1826). Als Pierre Lipkens im Juli 1826 krank wurde und einen Monat später starb, wurde der sechzehnjährige Théodore als fortgeschrittenster Schüler zum Aushilfslehrer ernannt. 
Ab 1826 wurde Schaepkens Student der Koninklijke Academie voor Schone Kunsten in Antwerpen unter der Leitung von Mathieu Ignace van Brée. Er unternahm Studienreisen nach Deutschland, Tirol, Frankreich und Italien. Er setzte sein Studium ab 1829 an der École nationale supérieure des beaux-arts in Paris bei Louis Hersent fort. Im Louvre kopierte er alte Meister und studierte historische Kostüme. 
1830 blieb er einige Monate in Brüssel und schickte zum ersten Mal eine Reihe von Werken in den Salon von Brüssel. Nach dem Ausbruch der belgischen Revolution kehrte er in sein Elternhaus in Maastricht zurück.
Zusammen mit Guillaume Geefs (1805–1883) unternahm er zwischen 1834 und 1835 eine Reise nach Italien, unter anderem nach Florenz, Rom und Neapel. Auf dem Rückweg besuchte Schaepkens allein Venedig, Bologna, Tirol und Bayern. 
Théodore Schaepkens malte meist allegorische und historische Szenen mit Figuren, historische Szenen mit Pferden, Würdenträger-Porträts, religiöse Szenen, Stadtansichten von Maastricht und Selbstporträts.
Schaepkens lebte von 1842 bis zu seinem Tod wieder in Brüssel. 1848 kaufte er ein Haus im Vorort Sint-Joost-ten-Node, in das er ein Studio bauen ließ.